# Il regno di Wuba
Il regno di Wuba (捉妖记S, Zhuō Yāo JìP) è un film del 2015 diretto da Raman Hui.
Si tratta di un film, prodotto da Cina e Hong Kong, a tecnica mista, ovvero con elementi di live action ed elementi animati.

## Sequel
Le avventure di Wuba - Il piccolo principe zucchino è uscito in Cina nel 2018.